# Didacus Ströbele

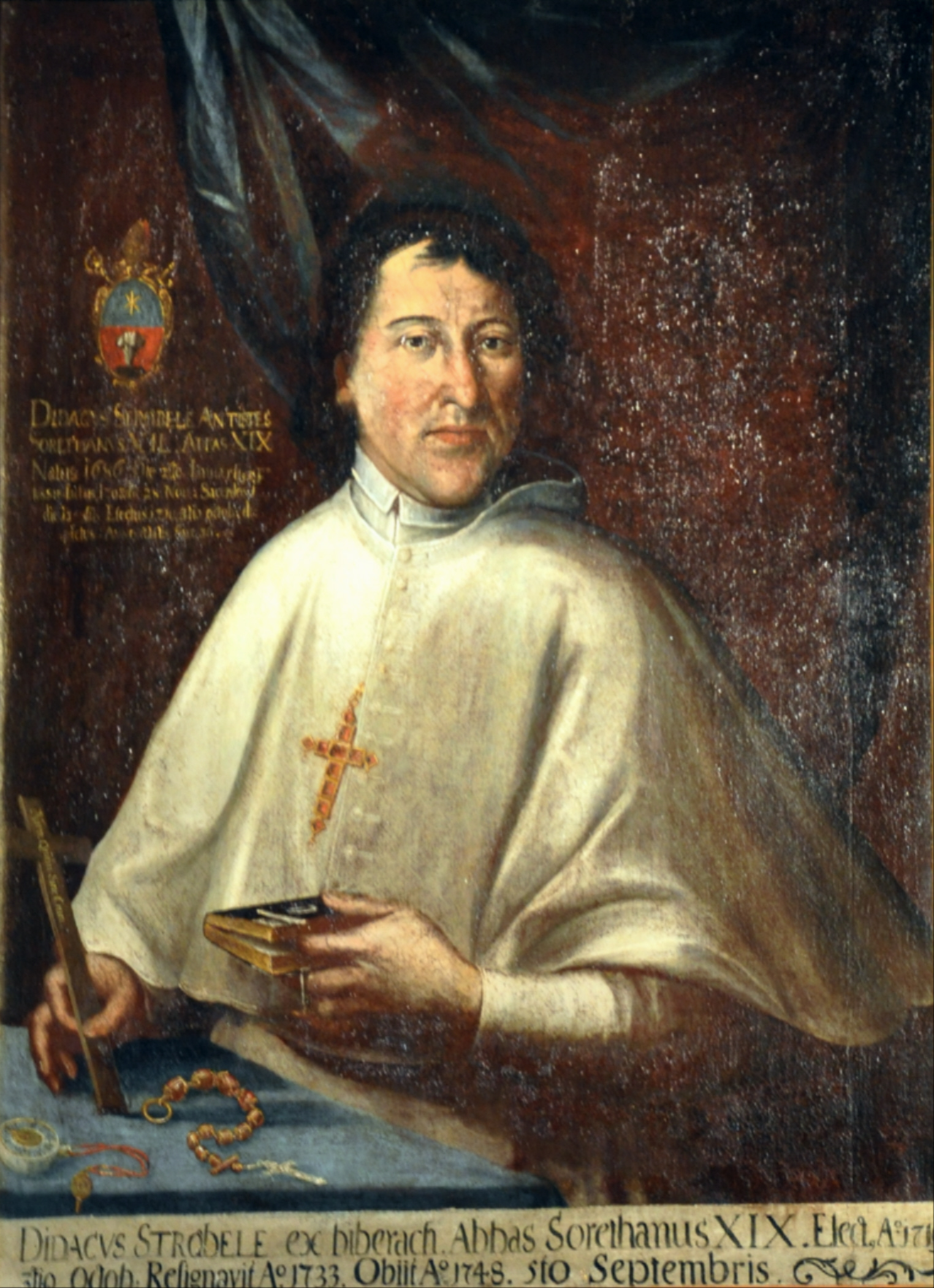
Abt Didacus Ströbele, Gemälde vor 1733

Didacus Ströbele OPraem (* 2. Januar 1686 in Biberach an der Riß; † 9. September 1748 in der Abtei Wadgassen) war in den Jahren 1719 bis 1733 der 19. Reichsabt der Prämonstratenserreichsabtei Schussenried im heutigen Bad Schussenried in Oberschwaben.

## Leben
Didacus Ströbele wurde im Jahre 1719 im Alter von 33 Jahren zum Abt gewählt. Er ließ Kapellen in Eggatsweiler, Attenweiler, Wattenweiler und Eggmannsried errichten. Auf Empfehlung der damaligen Äbtissin des Klosters Sießen vergab er 1728 den Auftrag des Neubaus der Wallfahrtskirche Steinhausen an die Brüder Johann Baptist und Dominikus Zimmermann aus Wessobrunn. Im Jahre 1733 wurde er nach einer überraschenden Visitation des Generalvikars der Prämonstratenser, Abt Hermann Vogler, von der damaligen Reichsabtei Mönchsrot abgesetzt und in das Kloster Allerheiligen im Schwarzwald verbannt, wo er zwei Jahre lang blieb. Von hier aus verbrachte man Ströbele im Jahr 1735 in die Prämonstratenserabtei Wadgassen an der Saar, wo er dreizehn Jahre lang lebte und im Jahr 1748 starb. Die Schussenrieder Klosterchronik berichtet diesbezüglich:

„Während des Abtes Anhänger je für sich in Kapitel gegen den Strafspruch protestierten, wurde Abt Didacus von den Visitatoren nach Marchtal gebracht, dann zwei Jahre lang nach Allerheiligen, ad poenitentiam seriam agendam. Dann kam er in das lothringische Wadegas, wohin jährlich von Schussenried 500 Gulden zur Pension zu senden war. Dort lebte er fromm, exemplarisch und bußfertig bis an sein Lebensende im Jahr 1748.“

### Absetzung

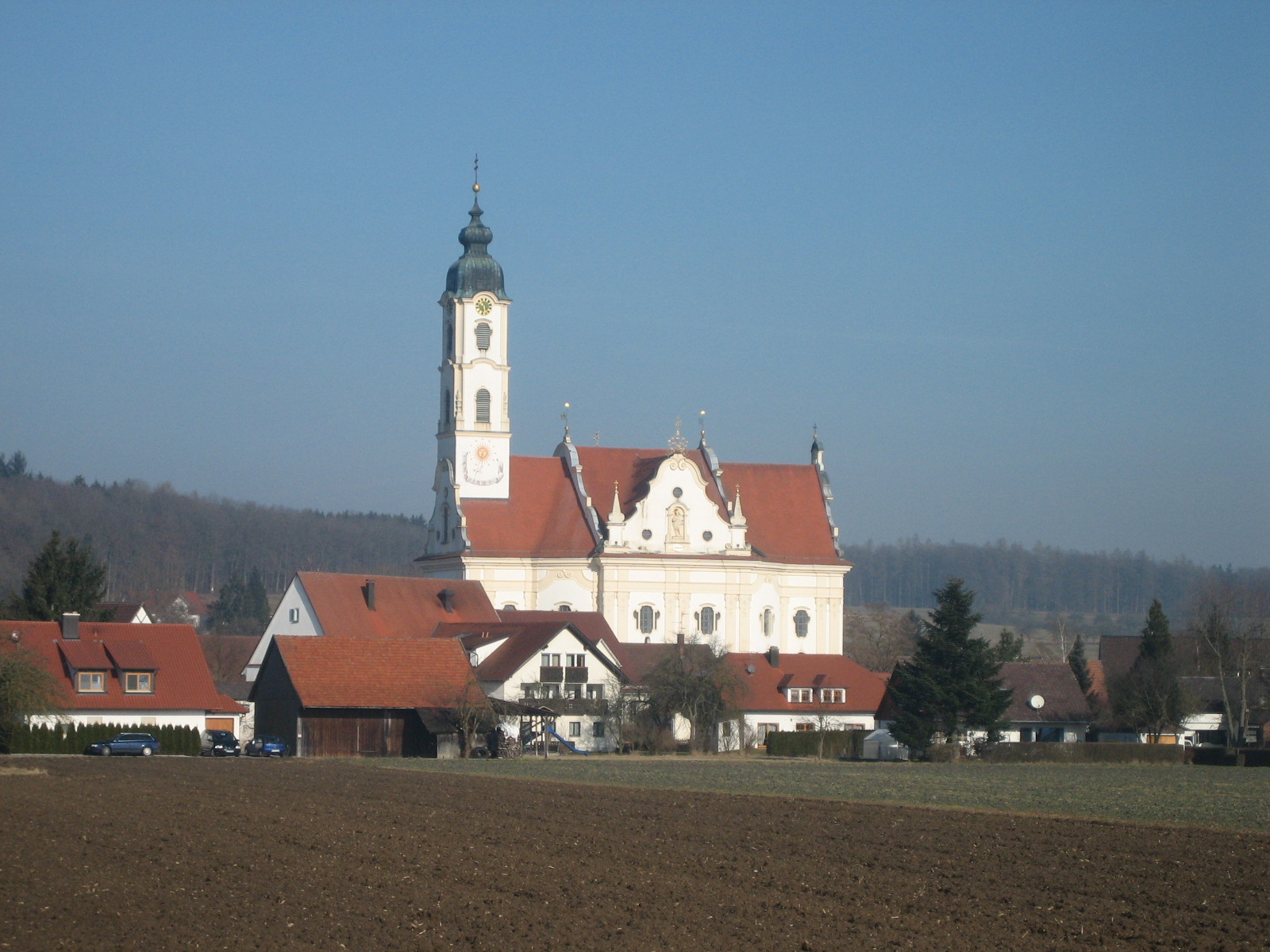
Wallfahrtskirche Steinhausen

Die Gründe seiner Absetzung wurden im Visitationsbericht nicht genannt. Ein möglicher Grund seiner Absetzung soll sein wenig gefestigter Charakter gewesen sein. Sein allgemeiner Lebenswandel war ein Ärgernis für seine Kollegen im schwäbischen Reichsprälatenkollegium. Ein weiterer Absetzungsgrund könnten die Gesamtbaukosten der Wallfahrtskirchen Steinhausen in Höhe von 47.000 Gulden (9.000 Gulden waren genehmigt) gewesen sein. In den späteren Wirtschaftsbüchern des Klosters ist jedoch keine über das normale Maß hinausgehende höhere Verschuldung der Abtei erkennbar. Auch gibt es keine Aufzeichnungen des Klosters, die auf eine Verarmung des Territoriums der Reichsabtei aufgrund des Neubaus von Steinhausen hinweisen.
In seinem Tagebuch schrieb Ströbele hinsichtlich des gegen ihn gerichteten Vorwurfes der Geldverschwendung selbstverteidigend:

„Alles zu Ehre Gottes und Beatae Virginis Mariae! Möchte aber jemand aus der Posterität (die solche größere Kirchenausgaben hin und wieder in meinem Diario und Abtei-Ausgabenbuch finden) werde sagen, ich hätte seit meiner Regierung das Geld per Monasteri besser können applizieren; allein Gott und seine liebste Mutter und andere Heiligen lassen nichts umsonst tun - es ist alles geschehen ad honorem Dei.“

### Weitere Bauten
- Kapelle in Attenweiler, 1725
- Kapelle in Wattenweiler, einem Ortsteil von Ingoldingen, 1725
- Kapelle in Eggmannsried, einem Ortsteil von Bad Wurzach, 1725

### Wappen
Das Wappen von Abt Didacus ist geteilt von Blau und Rot und oben ein goldener Stern, unten über einem Dreiberg ein Federbausch. Die Beschreibung von Rueß, er schreibt von drei roten Blumen auf grünem Grund, entspricht nicht den Darstellungen auf dem Porträt.